# Бою Божков
Бою Божков е български офицер, генерал-майор от МВР, началник на отдел „Противопожарна защита“ при МВР.

## Биография
Роден е на 10 октомври 1911 г. в севлиевското село Кормянско. От 1930 до 1931 г. учи в Школата за запасни офицери. След това завършва Висшия институт за учители в Шумен. През 1935 г. завършва шестмесечния курс за пожарни командири, организиран от Юрий Захарчук. Там негови съкурсници са Иван Дипчиков и Владимир Удрев. Пожарен командир е в Горна Оряховица, Асеновград, Сливен и Неврокоп. Известно време е инспектор по пожарно дело към Министерството на финансите. Инициатор е на създаването на фонд „Противопожарно дело“, с чиято помощ се модернизират противопожарните служби в страната и се построяват техни съвременни сгради. Пише редица статии в сп.”Пожарна охрана”, което е орган на общинските пожарни служби в страната и в сп. „Противопожарна защита“. В периода октомври 1944 г.-5 април 1951 г. е началник на отдел „Противопожарна защита“ към МВР като главен инспектор. Има чин генерал-майор от МВР.
През 1951 г. Божков е обвиняем по показния Процес срещу вражеска група в противопожарната защита (Дело № 4597 от 1951/1952 г.), по което са съдени също и Дипчиков, Удрев и още 7 пожарникари. Бою Божков, Иван Дипчиков и Удрев са осъдени на смърт. Смъртната му присъда е изпълнена в София на 14 януари 1953 г. чрез разстрел. С Решение № 72020 на XV сесия на Деветото народно събрание (обнародвано в ДВ. бр. 22 от 16 март 1990 г.) заедно с Иван Дипчиков, Владимир Удрев и още 7 репресирани пожарникари Божков е реабилитиран посмъртно. По случай 120-годишнината от създаването на МВР на 1 юли 1999 г. в София се открива Паметник на загиналите при изпълнение на служебния им дълг пожарникари, а името на Божков е записано там.